# テレーザ・マッテイ
テレーザ・マッテイ（Teresa Mattei、1921年2月1日 – 2013年3月12日）はイタリアのパルチザン、政治家。 

## 来歴
ジェノバに生まれたマッテイは、1938年、授業中に公然と人種法を批判したことを理由にイタリア王国の全学校から退学処分を受ける。 1944年にフィレンツェ大学の哲学科を卒業し 、パルティジャーナ・チッキ（Partigiana Chicchi）の名でパルチザンに加入した。 マッテイは、哲学者でファシスト政府の大臣だったジョヴァンニ・ジェンティーレ（Giovanni Gentile）の暗殺に加わった。
戦後、マッテイはイタリア憲法制定議会の共産党候補となり、同議会で書記局長を務めた。 最年少で憲法制定議会に選出されたマッテイは、議事堂のある建物の名前から「モンテチトーリオの少女」と呼ばれた。
マッテイはブルーノ・サンギネッティ（Bruno Sanguinetti）と結婚し、のちに作家となる息子のジャンフランコ・サンギネッティ（Gianfranco Sanguinetti）をもうけた。 

## 追放
1957年、マッテイはスターリン主義とパルミロ・トリアッティの政策に反対したため、イタリア共産党から除名された。その後、イタリア女性連合の全国理事となり、ルイージ・ロンゴの要請で国際女性デーにミモザの使用を導入した。 マッテイは、フランスの国際女性デーのシンボルであるスミレやスズランは、イタリアの貧しい農村部で使用するには希少で高価すぎると感じ、その代替品としてミモザを提案した。
マッテイはイタリア憲法制定議会の存命する最後の女性議員であったが、92歳でトスカーナ州のラリで死去した。 イタリア憲法制定議会の最後の女性議員であった。